# Batalha de Chawinda

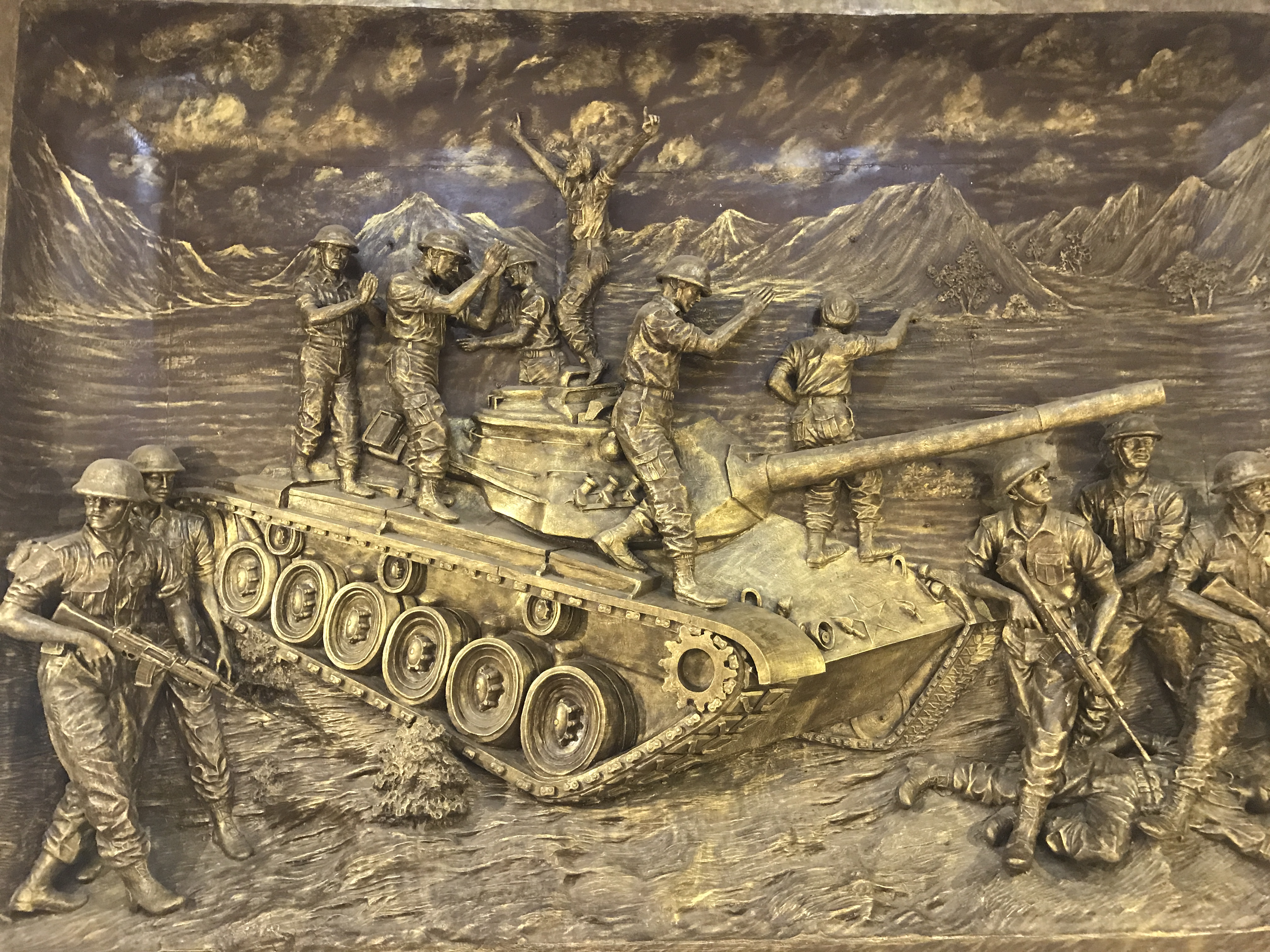
Escultura mostrando a Guerra Indo-Paquistanesa

A Batalha de Chawinda foi um grande confronto entre o Paquistão e a Índia na Segunda Guerra da Caxemira como parte da campanha de Sialkot. É conhecida por ser uma das maiores batalhas de tanques da história desde a Batalha de Kursk, travada entre a União Soviética e a Alemanha nazista na Segunda Guerra Mundial.
Os confrontos iniciais em Chawinda coincidiram com a Batalha de Phillora, e os combates aqui intensificaram-se quando as forças paquistanesas em Phillora recuaram. A batalha chegou ao fim pouco antes de o Conselho de Segurança das Nações Unidas ordenar um cessar-fogo imediato, que encerraria formalmente as hostilidades da guerra de 1965.

## Resultado
A batalha envolvendo pelo lado do Paquistão 30 000–50 000 tropas de infantaria e 132 tanques e pela Índia 80 000–150 000 tropas e 260 tanques, foi amplamente descrita como uma das maiores batalhas de tanques desde a Segunda Guerra Mundial. Em 22 de setembro de 1965, o Conselho de Segurança das Nações Unidas aprovou por unanimidade uma resolução que pedia um cessar-fogo imediato e incondicional de ambas as nações.  A guerra terminou no dia seguinte. A assistência militar e econômica internacional a ambos os países cessou quando a guerra começou. O Paquistão sofreu desgaste no seu poderio militar e graves reveses na Batalha de Asal Uttar e Chawinda, o que abriu caminho à sua aceitação do cessar-fogo das Nações Unidas.
Após o fim das hostilidades em 23 de setembro de 1965, a Índia afirmou ter deter cerca de 518 km2 de território paquistanês no setor de Sialkot (embora análises neutras coloquem o número em cerca de 460 km2 de território), incluindo as cidades e aldeias de Phillora, Deoli, Bajragarhi, Suchetgarh, Pagowal, Chaprar, Muhadpur e Tilakpur. Todos foram devolvidos ao Paquistão após a assinatura da Declaração de Tashkent em janeiro de 1966.